# 切斯特·朗宁
切斯特·朗宁（英語：Chester Ronning，1894年12月13日—1984年12月31日），漢名穰傑德或應傑德，加拿大教育家、外交家。中国人民的老朋友。

## 生平
切斯特·朗宁的父亲哈尔沃·朗宁（中文名穰福林）是挪威裔美国牧师，1891年到襄阳地区传教，为豫鄂信义会、鸿恩会传教士。1897年在樊城创办鸿文书院。
1894年12月13日，切斯特生于湖北省襄阳府襄阳县樊城。幼年在樊城小学学习，后到北京读中学。1907年，他的母亲丹纳病故，葬于樊城福音堂坟墓院（今米公小学内）。1908年，他随父亲回国。先后在美国和加拿大上学。1921年返华，后在襄阳鸿文书院任教，主教英语和音乐。1922年任院长。1927年，书院被国民政府查封，他回到加拿大，任卡姆罗斯路德学院院长。期间加入主张民主社会主义的阿尔伯塔农民联盟，1932年当选阿尔伯塔省议会议员。1945年抵达重庆，任加拿大驻中华民国大使馆一等秘书，1946年随使馆迁至南京，担任临时代办。1949年中华人民共和国成立后，奉命留驻南京，与黄华等谈判建交事宜。1951年將明义士在回国前寄存在加拿大大使馆的2390片甲骨交南京博物院收藏，回到加拿大後任外交部美洲及远东司司长。1954年出席日内瓦会议，任加拿大代表团副团长。1954年至1957年，任加拿大驻挪威大使。1957年至1964年，任加拿大驻印度高级专员。1966年，任加拿大大使级特别代表，出使西贡和河内。1970年为加拿大和中华人民共和国建交做出巨大贡献。1972年获授加拿大同伴勋章。1984年12月31日在艾伯塔省卡姆罗斯逝世。
阿爾伯塔大學奥古斯塔那校区建有从事宗教和公共事业研究的“切斯特·朗宁中心”。它的前身是卡姆罗斯路德学院，即切斯特·朗宁1927年至1942年担任院长的地方。

## 著作
- 切斯特·朗宁. . 由孙法理翻译. 北京: 中国工人出版社. 2008. ISBN 978-7-5008-3960-6.